# Ja, nieśmiertelny
Ja, nieśmiertelny (tyt. oryg. This Immortal) – powieść fantastycznonaukowa amerykańskiego pisarza Rogera Zelazny’ego. Powieść ukazała się w 1966 r., polskie wydanie, w tłumaczeniu Edwarda Szmigiela, wydało Wydawnictwo Zysk i S-ka w 1994 r. Powieść otrzymała nagrodę Hugo w 1966 r. razem z Diuną Franka Herberta.
Powieść, będąca debiutem Rogera Zelazny’ego, najpierw ukazała się w The Magazine of Fantasy and Science Fiction pod tytułem ...And Call Me Conrad. Tytuł This Immortal nadał wydawca pierwszego wydania książkowego, mimo dezaprobaty autora.

## Fabuła
Cywilizacja na Ziemi się rozpadła. Niedobitki ludzkości próbują rządzić zniszczoną planetą. Na planecie są radioaktywne miejsca, które powodują u ludzi niezwykłe mutacje. Ziemianie muszą jednocześnie powstrzymywać ekspansję Vegan, rasy, która przybywa tu by oglądać świadectwa zniszczonej cywilizacji. Bohater powieści, Conrad Nomikos pełni rolę przewodnika dla Veganina, pokazując mu pozostałości ziemskiej kultury.